# 7 Batalion Strzelców Karpackich
7 Batalion Strzelców Karpackich (7 bsk) – pododdział piechoty Polskich Sił Zbrojnych.

## Formowanie i działania batalionu
7 batalion Strzelców Karpackich został sformowany po raz pierwszy wiosną 1942 roku, w Palestynie, w składzie 3 Brygady Strzelców Karpackich. Podstawą formowania był rozkaz Ldz. 2440/A/I/tjn./42 dowódcy Wojska Polskiego na Środkowym Wschodzie z 23 maja 1942 roku i rozkaz Ldz. 53/59/Og. Org./tjn./42 dowódcy Dywizji Strzelców Karpackich z 30 maja 1942 roku. W listopadzie 1942 roku batalion został rozformowany.
Po raz drugi 7 batalion Strzelców Karpackich został sformowany pod koniec 1944 roku we Włoszech również w składzie 3 Brygady Strzelców Karpackich. W kwietniu 1945 roku walczył w bitwie o Bolonię.
Po wojnie batalion, będąc w składzie wojsk okupacyjnych, pełnił między innymi służbę wartowniczą. W lutym 1946 ochraniał obiekty wojskowe w rejonie Jesi.
W 1946 roku został przetransportowany z Włoch do Wielkiej Brytanii i tam w 1947 roku rozformowany.

## Żołnierze batalionu
Dowódcy batalionu
- mjr Jan Orłowski (do 15 VIII 1945)[2])
- mjr dypl. Zdzisław Artur Bukojemski (od 15 VIII 1945 - 1947[3])

Zastępcy dowódcy batalionu
- kpt. Julian Cichocki[2]

## Odznaka batalionu
Odznaka pamiątkowa: wykonana z oksydowanego białego metalu; Na gałązkę jodłową nałożona jest arabska cyfra 7 i litery SK. Cyfra pokryta granatową emalią, litery i obramowanie cyfry złocone. Gałązka jodłowa w kolorze starego srebra. Zatwierdzona w Dzienniku Rozkazów dowódcy 2 Korpusu nr 12 poz. 74 z 19 stycznia 1946 roku
Odznaka noszona na beretach w odległości 5 cm od orzełka po jego lewej stronie, umieszczona na podkładce sukiennej; dla każdej kompanii był ustalony inny kolor podkładki.
Odznaka noszona była również na lewej górnej kieszeni munduru.